# Sulky (cité)
Pour l’article homonyme, voir Sulky.

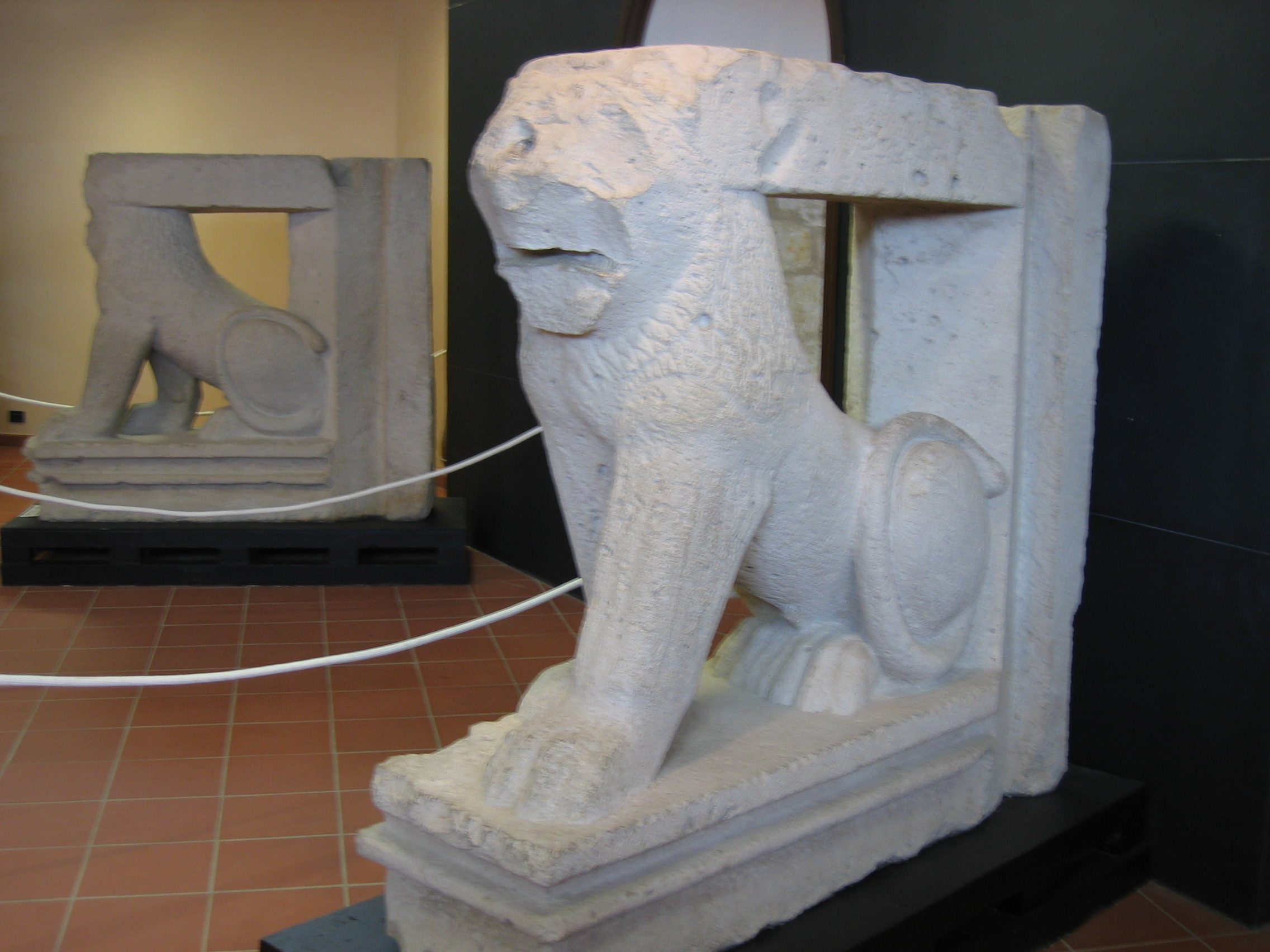
Lion de Sulky.

Sulky, Sulki, Sulci ou Solci était une ville phénicienne puis punique et romaine de la Sardaigne, capitale des Solcitani, et maintenant un site archéologique dans la province de Sardaigne du Sud. Il se trouvait près de l'actuelle Sant'Antioco.

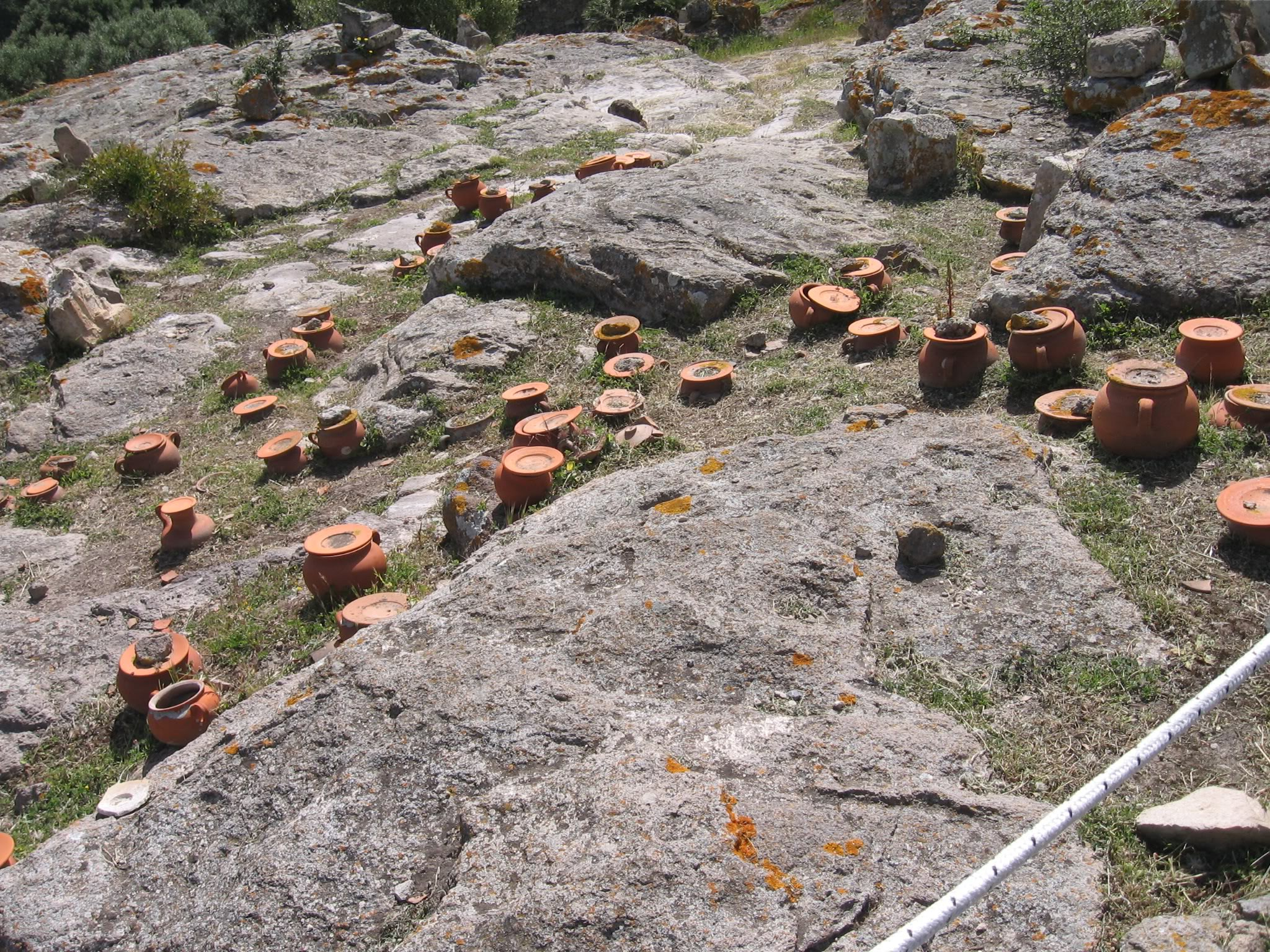
Tophet
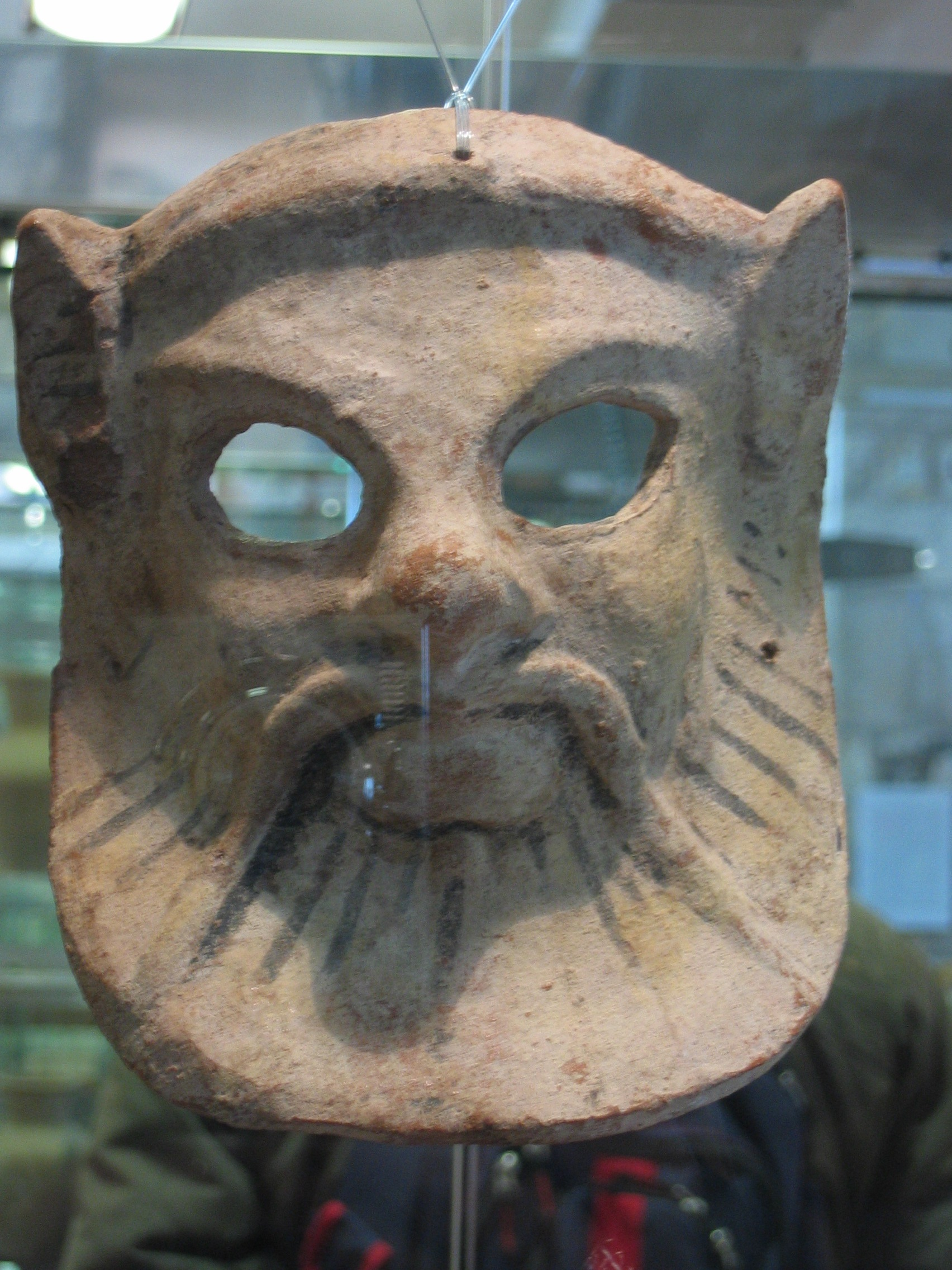
Masque punique
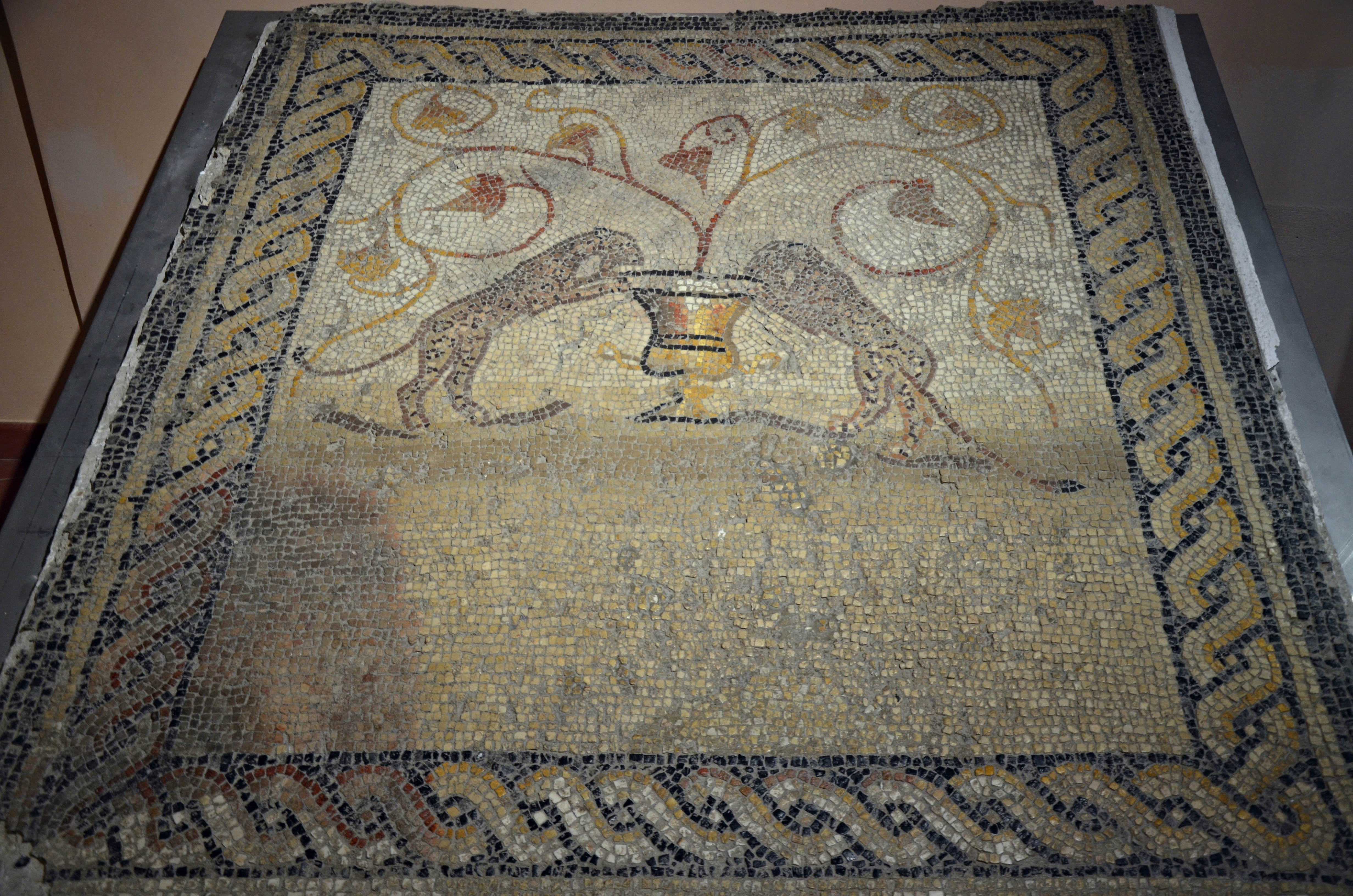
Mosaïque romaine
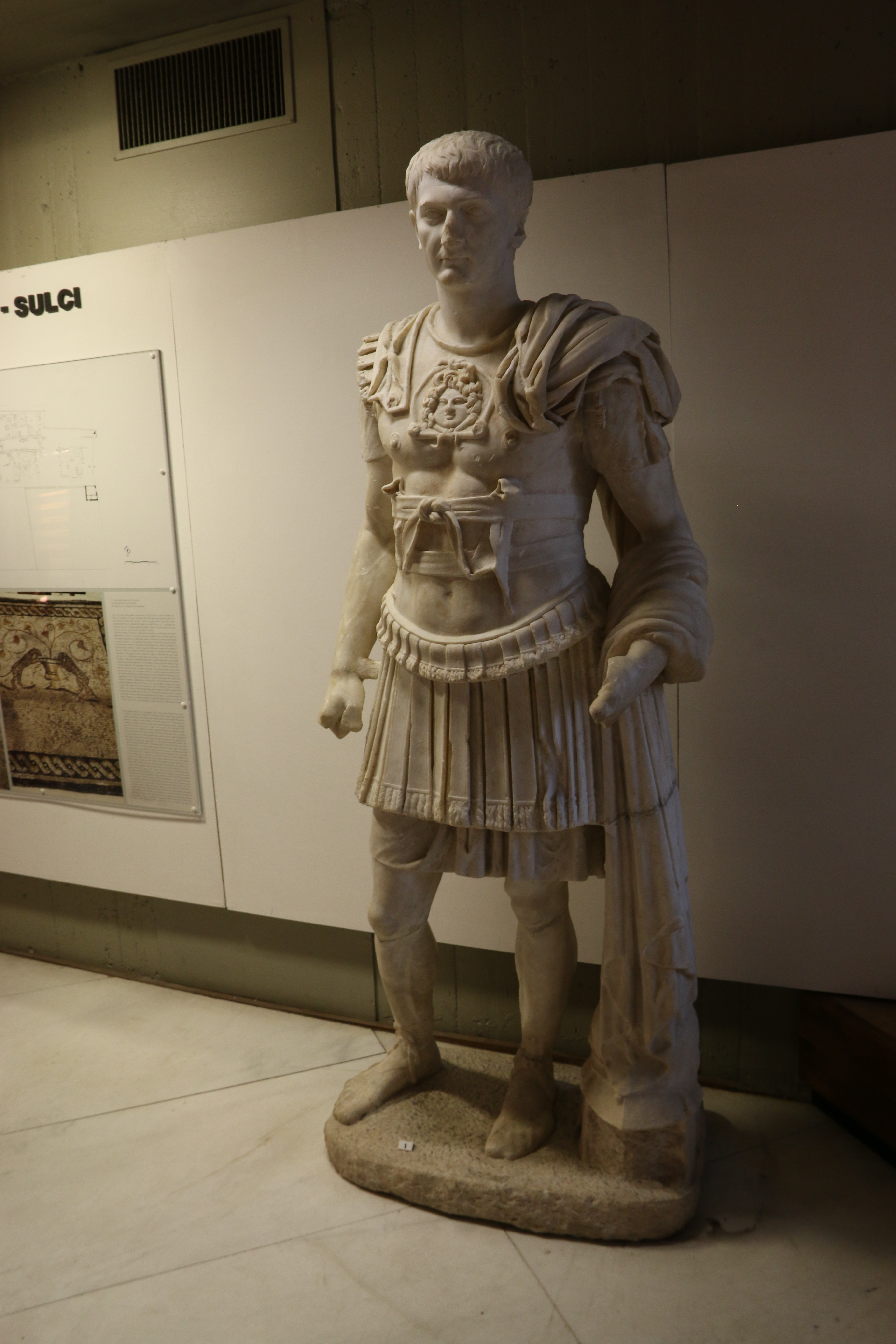
Statue de Julius Caesar Drusus

## Sources
- (it) Carlo Tronchetti, « Sant'Antioco »(Archive.org • Wikiwix • Archive.is • Google • Que faire ?), sur SardegnaCultura.it, Regione Autonoma della Sardegna (consulté le 20 avril 2011).
- (it) G. Pesce, Civiltà punica in Sardegna, Roma 1963.
- (it) F. Barreca, Il retaggio di Cartagine in Sardegna, Cagliari 1960.
- (it) S. Moscati, La penetrazione fenicio-punica in Sardegna.
- (it) G. Lilliu, Rapporti tra civiltà nuragica e la civiltà fenicio punica in Sardegna, in Studi Etruschi.
- (it) P. Bartoloni, Il museo archeologico comunale “F. Barreca” di Sant'Antioco (= Guide e Itinerari, 40), Sassari 2007.
- (it) P. Bartoloni, I Fenici e i Cartaginesi in Sardegna, Sassari 2009.
- (it) P. Bartoloni, Archeologia fenicio-punica in Sardegna. Introduzione allo studio, Cagliari 2009.
- (it) P. Bartoloni, Fenici e Cartaginesi (780 - 238 a.C.), Sassari 2011.